# آمریکایی‌های کروات‌تبار
آمریکایی‌های کروات‌تبار (کرواتی: Američki Hrvati) آمریکایی‌هایی هستند که تمام یا بخشی از اصالتشان به کروات‌ها می‌رسد. در سال ۲۰۱۲ طبق بررسی مجدد سرشماری ۲۰۱۰ ایالات متحده آمریکا ۴۱۴٬۷۱۴ شهروند آمریکایی که در ایالت متحده زندگی می‌کردند، اصالتشان به کروات‌ها یا کرواسی می‌رسید.